# Mathew Hayman
Mathew Hayman (født 20. april 1978) er en tidligere australsk professionel cykelrytter og nu sportsdirektør på Team Jayco AlUla.
Hayman fik sin karrieres største sejr, da han i 2016 slog Tom Boonen i Paris-Roubaix. Han stillede til start i løbet 17 gange og gennemførte de 16. 